# Scotophilus
Scotophilus é um gênero de morcegos da família Vespertilionidae, encontrado na África e Ásia.

## Espécies
- Scotophilus borbonicus (É. Geoffroy, 1803)
- Scotophilus celebensis Sody, 1928
- Scotophilus collinus Sody, 1936
- Scotophilus dinganii (A. Smith, 1833)
- Scotophilus heathii (Horsfield, 1831)
- Scotophilus kuhlii Leach, 1821
- Scotophilus leucogaster (Cretzschmar, 1830)
- Scotophilus marovaza Goodman, Ratrimomanarivo e Randrianandrianina, 2006
- Scotophilus nigrita (Schreber, 1774)
- Scotophilus nucella Robbins, 1983
- Scotophilus nux Thomas, 1904
- Scotophilus robustus Milne-Edwards, 1881
- Scotophilus tandrefana Goodman, Jenkins e Ratrimomanarivo, 2005
- Scotophilus viridis (Peters, 1852)